# Tân Phúc, Ân Thi
Tân Phúc là một xã cũ thuộc huyện Ân Thi, tỉnh Hưng Yên, Việt Nam.

## Địa lý
Xã Tân Phúc nằm ở phía bắc huyện Ân Thi, có vị trí địa lý:
- Phía đông giáp tỉnh Hải Dương và xã Bãi Sậy
- Phía tây giáp xã Đào Dương
- Phía nam giáp xã Hoàng Hoa Thám và xã Quang Vinh
- Phía bắc giáp xã Bắc Sơn và xã Bãi Sậy.

Trước khi bị sáp nhập, xã Tân Phúc có diện tích 4,71 km², dân số năm 2019 là 4.593 người, mật độ dân số đạt 974 người/km².
Ngày 1 tháng 12 năm 2024, sáp nhập toàn bộ diện tích tự nhiên là 4,71 km², quy mô dân số là 5.340 người của xã Tân Phúc vào xã Quang Vinh.

## Hành chính
Xã Tân Phúc được chia thành 6 thôn: Đồng Mối, Ngọc Nhuế, Ninh Đạo, Phúc Tá, Tân Thị, Vệ Dương.

## Giao thông
Xã Tân Phúc có quốc lộ 38 và tỉnh lộ 204 chạy qua.